# Єлизавета Альбертіна Саксен-Гільдбурггаузенська
Єлизавета Альбертіна Саксен-Гільдбурггаузенська (нім. Elisabeth Albertine von Sachsen-Hildburghausen, 3 серпня 1713 — 29 червня 1761) — принцеса Саксен-Гільдбурггаузенська, донька герцога Саксен-Гільдбурггаузена Ернста Фрідріха I та графині фон Ербах-Ербах Софії Альбертіни, дружина принца Карла Мекленбург-Штреліцького, більш відомого як «принц Мірова». Регентка Мекленбург-Штреліца у 1752—1753 роках при своєму синові Адольфу Фрідріху.

## Біографія
Єлизавета Альбертіна народилась 3 серпня 1713 року в Гільдбурггаузені сьомою дитиною та другою донькою в родині принца Саксен-Гільдбурггаузенського Ернста Фрідріха I та його дружини Софії Альбертіни Ербах-Ербахської. Мала старших братів Ернта Фрідріха та Людвіга Фрідріха. Інші діти померли в ранньому віці ще до її народження.
У 1715 році батько став правлячим герцогом Саксен-Гільдбурггаузена. Він помер, коли Єлизаветі Альбертіні було 10 років. Матір стала регенткою герцогства до повноліття Ернста Фрідріха. Її правління відзначалося рішучими діями, режимом економії та релігійною толерантністю.
У 21-річному віці Єлизавета Альбертіна була видана в шлюб з принцом Мекленбург-Штреліцьким Карлом, якому невдовзі виповнювалося 27 років. Наречений володів землями у Мірові та Немерові. Весілля відбулося 5 лютого 1735 року в Айсфельді. Шлюб виявився щасливим. У ньому принцеса народила десятеро дітей
Мешкало сімейство в Мірові у Нижньому замку. Єлизавету описували як благочестиву та проникливу жінку, яка багато часу приділяла дітям.
Велика пожежа 1742 року в Мірові спалила багато будівель, проте замок залишився неушкодженим. Місто відбудували, і у 1740-ві роки воно залишалося важливим духовним та інтелектуальним центром Мекленбург-Штреліца.
У червні 1752 року чоловік помер. За кілька місяців пішов з життя і його старший брат, правлячий герцог Мекленбург-Штреліца, Адольф Фрідріх III. Оскільки його діти померли молодими, не залишивши нащадків, наступним герцогом було проголошено сина Карла та Єлизавети Альбертіни, Адольфа Фрідріха. Єлизавета Альбертіна стала регенткою до досягнення сином 14 років. Після воцаріння Адольфа Фрідріха родина переїхала до палацу Нойштрелиць. Міров залишився літньою резиденцією.

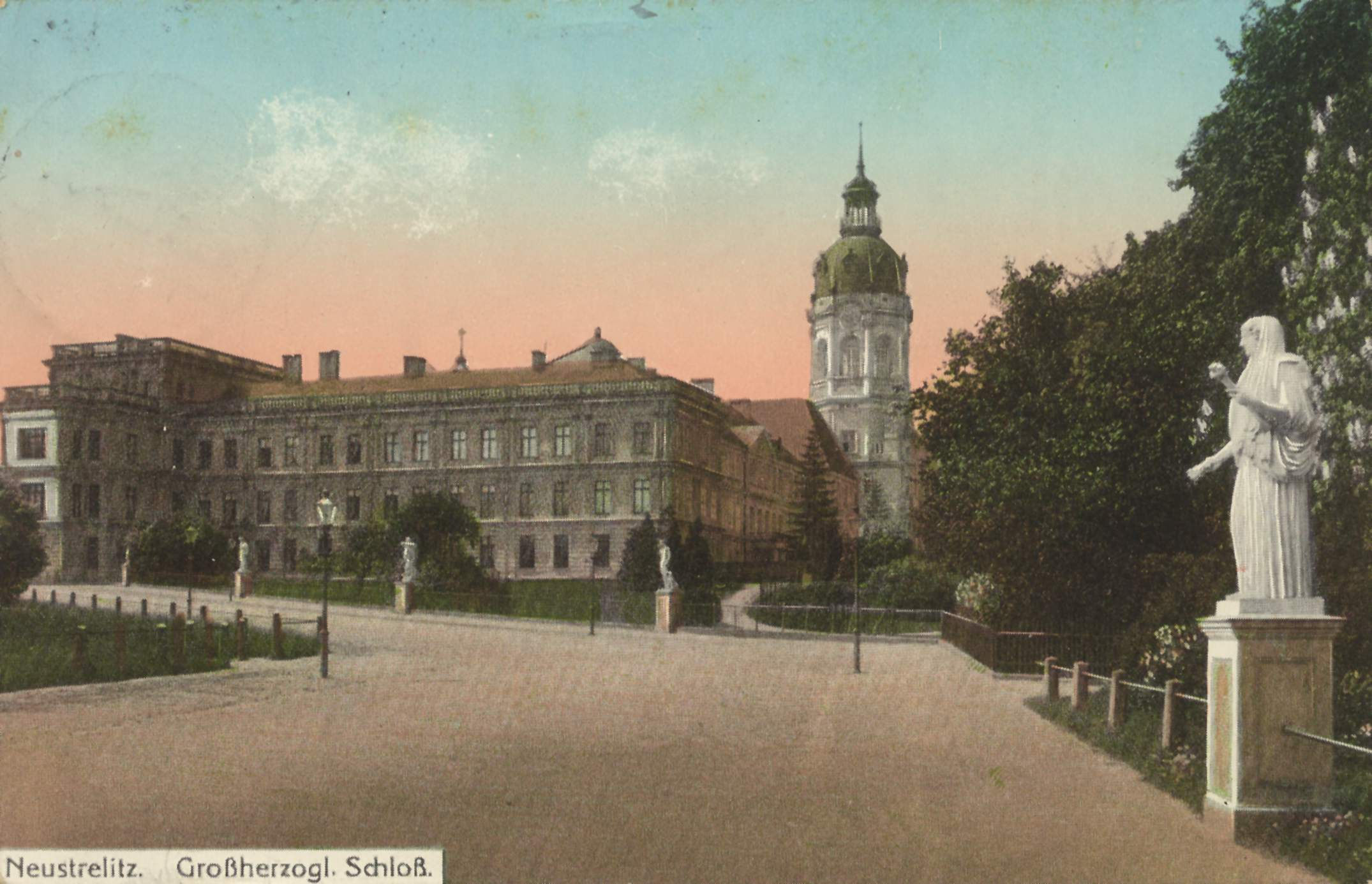
Замок Нойштреліца

Герцогиня протягом свого кількатижневого правління намагалися допомогти сину вступити в свої права, оскільки було необхідно підтвердження імператором волі покійного чоловіка, який призначив її опікункою їхніх дітей. На опікунство над молодим родичем також претендував герцог Крістіан Людвіг II Мекленбург-Шверінський, проте його війська змушені були відступити, а більшість Штреліцьких урядовців присягнули на вірність новому герцогу. Фактично володарювання було обмежене суперечкою про опіку. Адольф Фрідріх IV в той час проживав у безпеці в Грайфсвальді в Померанії, де став студентом місцевого університету під зміненим ім'ям. Єлизавета Альбертіна звернулася зі скаргою до уряду. Тільки після цього, 17 січня 1753 року, імператор Франц I Стефан оголосив Адольфа Фрідріха повнолітнім і не потребуючим опікунства. 4 квітня 1753 року Адольф Фрідріх IV прийняв кермо влади над землями Мекленбург-Штреліца. Матір надалі давала поради синові в питаннях політики.
У 1755 році, як опікунка своїх молодших дітей, підписала «Угоду про спадкоємність», в результаті чого в герцогстві була створена нова конституція, яка зміцнила повноваження дворянства і зберегла відсталу позицію регіону.
Сучасниками вважалася розумною правителькою. Навіть будучи близькою до смерті, продовжувала вести перемовини щодо шлюбного контракту своєї доньки Шарлотти із королем Великої Британії Георгом III. 
Пішла з життя 29 червня 1761 року. Похована поруч із чоловіком у старій крипті церкви іоаннітів в Мірові. Після її смерті замок у Мірові пустував.

## Родина

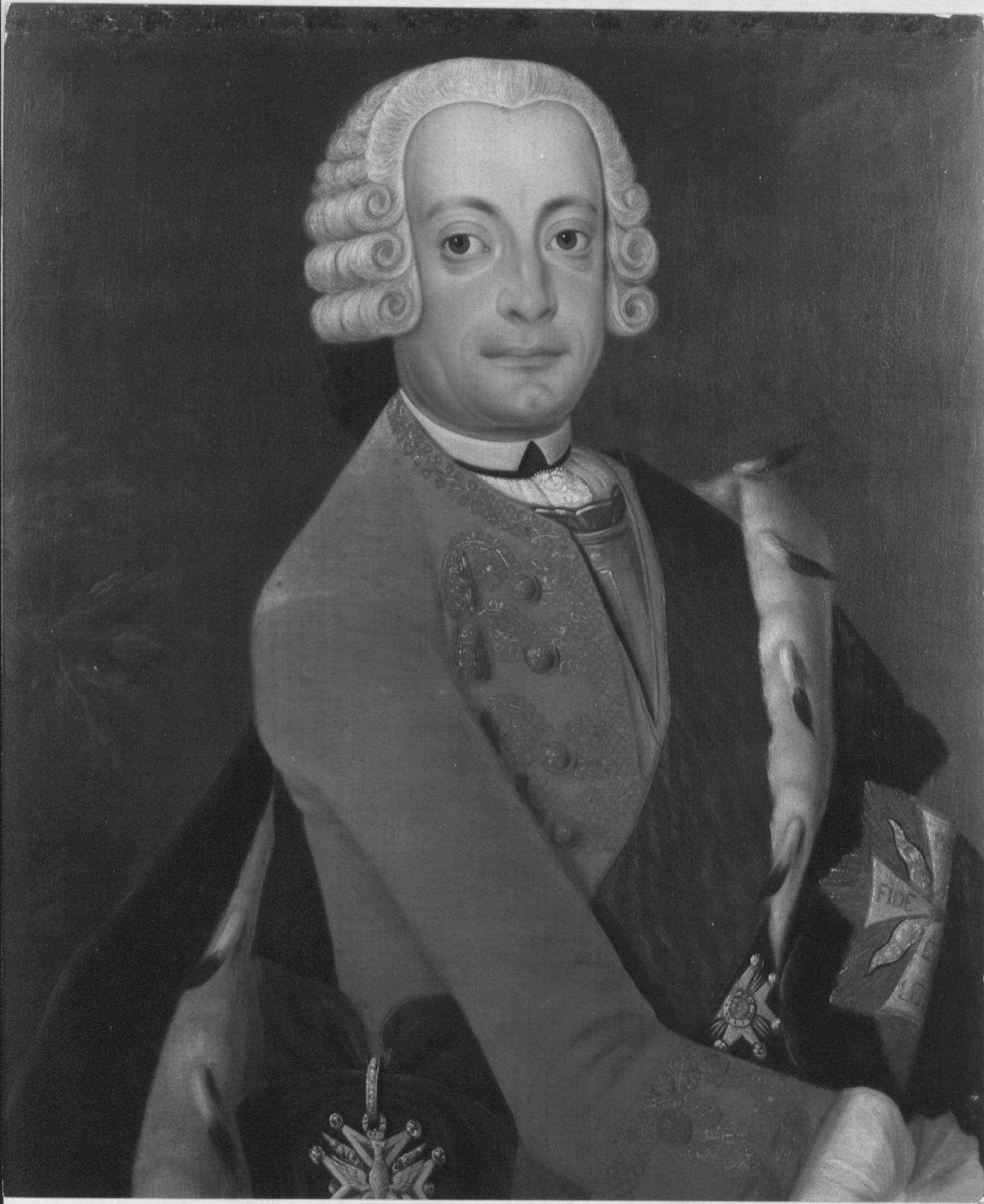
Карл Мекленбург-Штреліцький

Чоловік — принц Карла Мекленбург-Штреліцький, більш відомий як «принц Мірова»
Діти:
- Крістіна (1735—1794) — була закохана у шотландця Джона Кера, 3-го герцога Роксборо, залишилася неодруженою, дітей не мала, жила при дворі правлячого брата;
- Кароліна (нар. та пом. 22 грудня 1736) — померла після народження;
- Адольф Фрідріх (1738—1794) — герцог Мекленбург-Штреліцький у 1752—1794 роках, одруженим не був, дітей не мав;
- Єлизавета Крістіна (1739—1741) — прожила 1 рік;
- Софія Луїза (1740—1742) — прожила півтора року;
- Карл (1741—1816) — був двічі одруженим, мав дванадцятеро дітей від обох шлюбів;
- Ернст Готтлоб (1742—1814) — генерал піхоти, губернатор Целле, був закоханим у британку Мері Елеонору Боуз, дозволу на шлюб не отримав, одруженим не був, дітей не мав;
- Шарлотта (1744—1818) — дружина короля Великої Британії Георга III, мала п'ятнадцятеро дітей;
- Готтхельф (29—31 жовтня 1745) — прожив 2 дні;
- Георг Август (1748—1785) — бригадний генерал, одруженим не був, дітей не мав.